# 镰刀叶卷耳
镰刀叶卷耳（学名：Cerastium falcatum）是石竹科卷耳属的植物。分布于俄罗斯、哈萨克斯坦以及中国大陆的新疆、河北、甘肃、山西等地，生长于海拔850米至2,500米的地区，多生于山坡林下灌丛、林缘草地及农田边，目前尚未由人工引种栽培。

## 异名
- Cerastium bungeanum Vved.